# Hovea parvicalyx
Hovea parvicalyx là một loài thực vật có hoa trong họ Đậu. Loài này được I.Thomps. miêu tả khoa học đầu tiên.